# Leszek Rolbiecki
Leszek Rolbiecki – polski biolog specjalizujący się w parazytologii i zoologii.

## Życiorys
W latach 1988–1993 studiował biologię na Wydziale Biologii, Geografii i Oceanologii Uniwersytetu Gdańskiego, uzyskując najpierw tytuł magistra, a w 1999 roku – stopień doktora na podstawie pracy Parazytofauna ryb karpiowatych (Cyprinidae) i okoniowatych (Percidae) z Zalewu Wiślanego. W 2012 roku habilitował się na Wydziale Biologii Uniwersytetu Gdańskiego na podstawie pracy Zróżnicowanie zgrupowań pasożytniczych Metazoa u wybranych gatunków ryb w zbiornikach wodnych o różnym stopniu antropopresji. Od roku 1998 jest pracownikiem Katedry Zoologii Bezkręgowców i Parazytologii UG; obecnie na stanowisku profesora uczelni, kierując Pracownią Parazytologii i Zoologii Ogólnej.

## Praca naukowa
Zainteresowania badawcze L. Rolbieckiego skupiają się na zagadnieniach związanych z biologią, ekologią i taksonomią pasożytów zwierząt, a także problematyce gatunków obcych i inwazyjnych. Jest autorem opisów nowych dla nauki gatunków pasożytów, w tym także dwóch rodzajów Glossicodex i Miridex.
Od 1994 roku jest członkiem Polskiego Towarzystwa Parazytologicznego; był też sekretarzem (2011–2013), wiceprzewodniczącym (2017–2019) i przewodniczącym (2020–2022) gdańskiego oddziału PTP. Od 2011 roku jest członkiem Stowarzyszenia Miłośników Żubrów,  od 2015 – American Society of Parasitologists, a od 2018 – Gdańskiego Towarzystwa Naukowego. W latach 2016–2023 należał do Polskiego Towarzystwa Diagnostyki Laboratoryjnej.
Ponadto był członkiem Zespołu ds. Pasożytów w Biotopach Polarnych Komitetu Parazytologii Polskiej Akademii Nauk (2011–2013), Lokalnej Komisji Etycznej ds. Doświadczeń na Zwierzętach w Gdańsku (2014–2016) oraz Komitetu Biologii Organizmalnej Polskiej Akademii Nauk (2015–2024 ).
Należy do rady naukowej periodyku „Annals of Parasitology”. Redagował wydania specjalne czasopism „Diversity” i „Animals”.

## Wyróżnienia
W 2018 roku odznaczony został Medalem Komisji Edukacji Narodowej. W 2019 roku otrzymał Nagrodę im. dr inż. Jerzego Masłowskiego.